# Лаутаро (Чилі)
Лаутаро (ісп. Lautaro) — місто в Чилі. Адміністративний центр однойменної комуни. Населення — 18 808 осіб (2002). Місто і комуна входить до складу провінції Каутин і регіону Арауканія.
Територія комуни — 901,1 км². Чисельність населення — 34 662 мешканців (2007). Щільність населення — 38,47 чол./км².

## Розташування
Місто розташоване за 25 км на північний схід від адміністративного центру області міста [Темуко].
Комуна межує:
- на півночі — з комунами Перкенко, Вікторія
- на сході — з комуною Куракаутин
- на півдні — з комуною Вількун
- на південному заході — з комуною Темуко
- на заході — з комуною Гальварино

## Демографія
Згідно з даними, зібраними під час перепису Національним інститутом статистики, населення комуни становить 34 662 особи, з яких 17 254 чоловіки та 17 408 жінок.
Населення комуни становить 3,7 % від загальної чисельності населення регіону Арауканія. 34,9 % належить до сільського населення та 65,1 % — міське населення.

### Найважливіші населені пункти комуни
- Лаутаро (місто) — 18 808 мешканців
- Пільянлельбун (місто) — 2263 мешканців